# Promesse du petit doigt

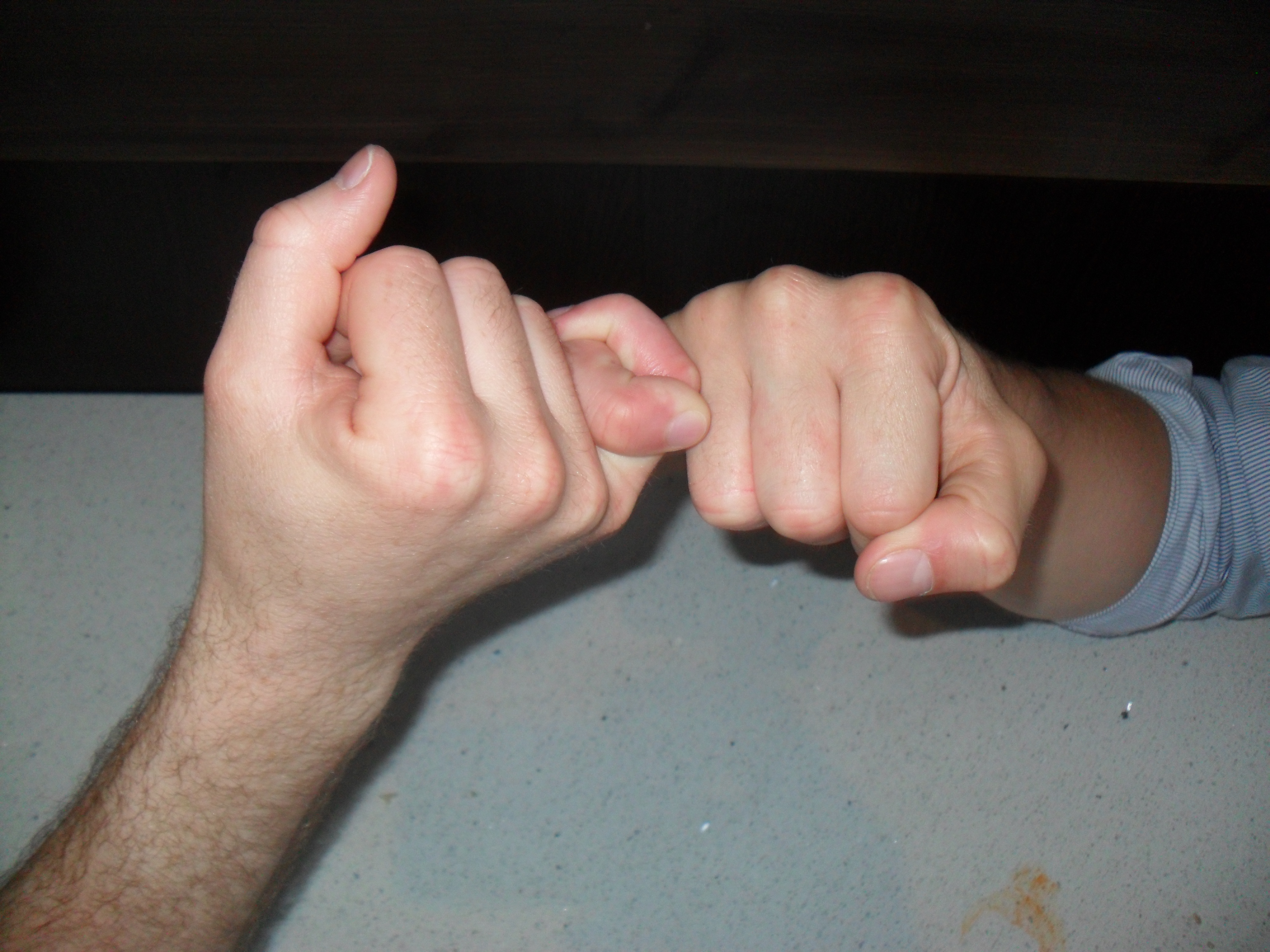
Promesse du petit doigt.

La promesse du petit doigt est un geste formé par le croisement des auriculaires de deux personnes, pour signifier qu'une promesse est faite,.

## Prévalence dans le monde

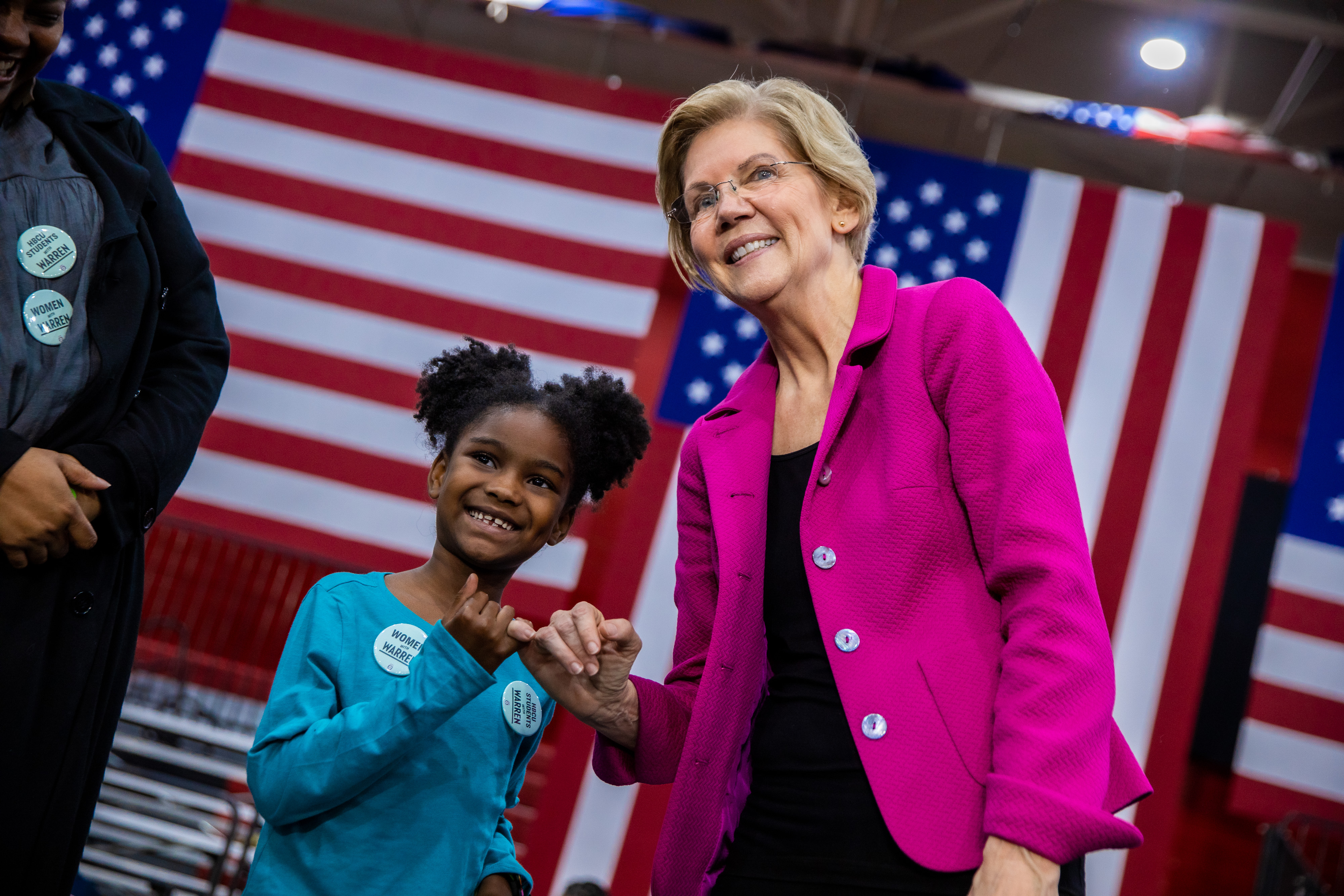
La sénatrice américaine Elizabeth Warren fait une promesse du petit doigt, lors de sa campagne en 2019, Atlanta.

Le geste est courant en Amérique du Nord, accompagné de l'expression « pinky swear » – « promis, juré » – pinky (le petit rose), étant le surnom de l'auriculaire en anglais. Il est réalisé plutôt par les enfants. Il existe depuis au moins 1860, lorsque le Dictionary of Americanisms a énuméré la promesse d'accompagnement suivante :
« Pinky, pinky bow-bell,
Whoever tells a lie
Will sink down to the bad place
And never rise up again. »

« Petit doigt, petit doigt, arc-cloche
Celui qui dit un mensonge
Sombrera au mauvais endroit [ira en enfer]
Et ne se relèvera jamais [ne ressuscitera jamais] »

Le geste tire ses origines du Japon, de 1600 à 1803, où il s'appelle 指切り (yubikiri, "découpe du doigt")  et souvent confirmé par le vœu "Je jure par mon petit doigt, dix mille coups de poing, celui qui ment sera obligé d'avaler mille aiguilles." (指切り拳万、嘘ついたら針千本呑ます, "Yubikiri genman, uso tsuitara hari senbon nomasu")(指切り拳万、嘘ついたら針千本呑ます, "Yubikiri genman, uso tsuitara hari senbon nomasu" ) . Dans la mafia Yakuza, celui qui a fauté est condamné à couper son auriculaire.
Récemment, en Corée du Sud, le geste est suivi d'un autre, dans lequel les pouces se touchent alors que les auriculaires sont encore accrochés,.
En Italie, une tradition similaire est appelée « giurin giurello » ou « giurin giuretto ». Dans le Maharashtra (Inde), ce concept utilisant de la même manière le Marathi l'appelle "Gatti fu".